# Marin Faliero, doge di Venezia
Marin Faliero, doge di Venezia  è un cortometraggio muto italiano del 1909 diretto e interpretato da Giuseppe De Liguoro.

## Trama
A Venezia Steno Contarini viene imprigionato per avere di nuovo tentato di ristabilire un rapporto con la sua ex-amante Annunziata, ora sposata con il doge.
Contarini vuole riavere la donna a tutti costi così progetta un piano ai danni dell'uomo, che però viene scoperto.
Contarini viene giustiziato mediante il taglio della testa.